# Blues Brothers 2000 (videogioco)
Blues Brothers 2000 è un videogioco a piattaforme pubblicato dalla Titus Software nel 2000 per la console Nintendo 64, basato sui personaggi dei The Blues Brothers e in particolare sul film Blues Brothers - Il mito continua (Blues Brothers 2000) del 1998. È un platform tridimensionale con Elwood Blues come protagonista e comprende fasi di videogioco musicale.